# Egedal-Listen
Egedal-Listen, liberal-borgerlig borgerliste i Egedal Kommune. Listen havde ud over borgmesteren endvidere tre medlemmer af kommunalbestyrelsen i valgperioden 2007-2009.
Listen blev dannet i januar 2007 af en række tidligere Venstre-politikere fra Ølstykke med borgmester Svend Kjærgaard Jensen i spidsen, som blev ekskluderet efter at have brudt konstitueringsaftalen og dermed gjort sig selv til borgmester i stedet for partifællen Willy Eliasen. 
Det primære formål med listen er at være bagland til Svend Kjærgaard Jensen og kommunalbestyrelsesmedlemmerne Bendt Rasmussen, Lise Nielsen og John Petersen, der også blev smidt ud af Venstre for at have bakket op om Svend Kjærgaard Jensen. Bestyrelsen for Venstre i Ølstykke ville imidlertid gerne optage dem som medlemmer igen, hvorefter bestyrelsesmedlemmerne også blev ekskluderet.
Egedal-Listens politik er liberal-borgerlig. Ved den stiftende generalforsamling meldte 127 sig ind.